# Robert Coleman Richardson
Pour les articles homonymes, voir Richardson.
Robert Coleman Richardson, né le 27 juin 1937 à Washington DC et mort le 19 février 2013  à Ithaca, est un physicien américain. Il est colauréat, avec Douglas Osheroff et David Morris Lee, du prix Nobel de physique de 1996.

## Biographie
Il fait ses études d'abord au Virginia Tech où il reçoit son B.S. en 1958 et son M.S. en 1960. Il passe son doctorat en 1965 à l'Université Duke.
Richardson est connu pour son travail expérimental sur les phénomènes physiques à très basses températures. En 1972, il publie avec David Morris Lee et un étudiant d'alors, Douglas Osheroff, leur travail sur la superfluidité de l'hélium 3. Ils reçoivent ensemble en 1981 le prix Oliver E. Buckley de la matière condensée décerné par l'American Physical Society et partagent le prix Nobel de physique en 1996 « pour leur découverte de la superfluidité de l'hélium 3 ».